# Ratatat
Ratatat è un duo musicale newyorkese di musica elettronica formato da Mike Stroud (chitarra) e dal produttore discografico Evan Mast (basso e Sintetizzatore)

## Storia del gruppo
Mike Stroud ed Evan Mast si conoscono come studenti allo Skidmore College, ma non lavorarono insieme fino al 2001, quando registrarono alcune canzoni sotto il nome di Cherry. Il loro debutto del 2004, Ratatat, fu scritto e registrato nell'appartamento a Brooklyn di Stroud, nel suo PowerBook. L'album è interamente strumentale, ad eccezione delle voci all'inizio e alla fine delle tracce. 
Successivamente il gruppo firma per la XL Recordings, che ripubblica l'album ed il singolo Germany to Germany. Occasionalmente la band remixa tracce di altri artisti: pubblica la raccolta Ratatat Remixes Vol. 1 nel 2004. Sono al lavoro anche in altri progetti: Mast lavora da solista nel progetto E*vax, mentre Stroud collabora con i Dashboard Confessional e con Ben Kweller.
Nell'ottobre 2006 viene pubblicato un album-demo dal titolo 9 Beats, che consiste in un mixtape che anticipa il secondo capitolo degli album di remix, ossia Ratatat Remixes Vol. 2 (2007).
Nel luglio 2008 pubblicano invece LP3 contenente i singoli Shiller, Shempi e Mirando. Nel 2009 il gruppo collabora con il rapper Kid Cudi per il suo album di debutto. Nel giugno 2010 esce il quarto album in studio del gruppo, cioè LP4. Nello stesso anno supportano dal vivo i Vampire Weekend.
Nel luglio 2015 esce il quinto album Magnifique.

## Discografia

### Album studio
- 2004 - Ratatat
- 2006 - Classics
- 2008 - LP3
- 2010 - LP4
- 2015 - Magnifique

### Remix
- 2004 - Ratatat Remixes Vol. 1
- 2007 - Ratatat Remixes Vol. 2